# Hymenodon pilifer
Hymenodon pilifer là một loài rêu trong họ Rhizogoniaceae. Loài này được Hook. f. & Wilson mô tả khoa học đầu tiên năm 1844.